# Nati nel 1625
| Questa pagina contiene informazioni ricavate automaticamente dalle voci biografiche con l'ausilio del template Bio e di un bot. L'aggiornamento è periodico e automatico e ricostruisce completamente la pagina. Se manca una persona in questa lista, sei pregato di non aggiungerla, ma accertati piuttosto che la sua voce biografica contenga il template Bio e che i dati anagrafici siano correttamente compilati. Se il template Bio manca, inseriscilo tu stesso o, in alternativa, metti l'avviso {{tmp\|Bio}} che ne segnala la mancanza. Se i dati riportati sono sbagliati, correggi direttamente la voce biografica; le modifiche saranno visibili in questa lista entro pochi giorni. Per chiarimenti vedi il progetto biografie. La lista contiene solo le 109 persone che sono citate nell'enciclopedia e per le quali è stato implementato correttamente il template Bio. Pagina aggiornata al 18 feb 2025. |

## Gennaio(2)
- 12 gennaio - Carlo Ambrogio Affaitati, religioso italiano († 1695)
- 12 gennaio - Antonio Foresti, gesuita, storico e letterato italiano († 1692)

## Febbraio(7)
- 1º febbraio - Leopoldo Ludovico del Palatinato-Veldenz, nobile tedesco († 1694)
- 9 febbraio - Giuseppa Maria di Sant'Agnese, religiosa spagnola († 1696)
- 9 febbraio - Giudoco Ermanno di Lippe-Biesterfeld, nobile tedesco († 1678)
- 11 febbraio - Sigismondo III Gonzaga, nobile italiano († 1694)
- 18 febbraio - Giovanni Giuseppe Cosattini, pittore italiano († 1699)
- 24 febbraio - Francesco D'Andrea, giurista, filosofo e politico italiano († 1698)
- 26 febbraio - Carlo Celano, avvocato, letterato e religioso italiano († 1693)

## Marzo(7)
- 1º marzo - Francesco Marucelli, abate e bibliografo italiano († 1703)
- 2 marzo - Melchor Fernández de la Cueva y Enríquez de Cabrera, militare e politico spagnolo († 1686)
- 5 marzo - John Collins, matematico inglese († 1683)
- 5 marzo - Maria d'Orléans-Longueville, principessa e duchessa francese († 1707)
- 9 marzo - Tommaso Amantini, stuccatore e ceramista italiano († 1675)
- 13 marzo - Giovan Domenico Vinaccia, architetto, ingegnere e scultore italiano († 1695)
- 14 marzo - Daniel Gittard, architetto francese († 1686)

## Aprile(1)
- 25 aprile - Giovanni Federico di Brunswick-Lüneburg, duca († 1679)

## Maggio(5)
- 8 maggio - Gaspare Carpegna, cardinale italiano († 1714)
- 11 maggio - Elisabetta Maria di Münsterberg-Oels, nobile boema († 1686)
- 15 maggio - Carlo Maratta, pittore e restauratore italiano († 1713)
- 23 maggio - Giovanni Luigi di Nassau-Ottweiler, nobile tedesco († 1690)
- 25 maggio - Gaspar Téllez-Girón y Sandoval, generale e politico spagnolo († 1694)

## Giugno(4)
- 3 giugno - Filippo Baldinucci, storico dell'arte, politico e pittore italiano († 1696)
- 6 giugno - Domenico Guidi, scultore italiano († 1701)
- 8 giugno - Giovanni Cassini, matematico, astronomo e ingegnere italiano († 1712)
- 10 giugno - János Apáczai Csere, matematico ungherese († 1659)

## Luglio(3)
- 6 luglio - Guillam Dubois, pittore e disegnatore olandese († 1680)
- 27 luglio - Edward Montagu, I conte di Sandwich, nobile, ammiraglio e militare inglese († 1672)
- 30 luglio - Filippo Francesco d'Arenberg, nobile e militare belga († 1674)

## Agosto(10)
- 5 agosto - Vincenzo Auria, avvocato, storico e poeta italiano († 1710)
- 10 agosto - Augustine Reding, abate e teologo svizzero († 1692)
- 13 agosto - Rasmus Bartholin, fisico, medico e scienziato danese († 1698)
- 13 agosto - John Hay, I marchese di Tweeddale, nobile scozzese († 1697)
- 14 agosto - François de Harlay de Champvallon, arcivescovo cattolico francese († 1695)
- 20 agosto - Thomas Corneille, drammaturgo francese († 1709)
- 21 agosto - Johann Philipp Treffler, artigiano tedesco († 1698)
- 25 agosto - Johann Philipp Bettendorff, gesuita, missionario e pittore lussemburghese († 1698)
- 28 agosto - Prospero Intorcetta, missionario e gesuita italiano († 1696)
- 29 agosto - Juan Bautista Diamante, drammaturgo spagnolo († 1687)

## Settembre(7)
- 2 settembre - Federico Baldeschi Colonna, cardinale italiano († 1691)
- 5 settembre - Carlo II Ottone del Palatinato-Zweibrücken-Birkenfeld, nobile tedesco († 1671)
- 5 settembre - Luigi di Cossé-Brissac, nobile francese († 1661)
- 7 settembre - Enrico Federico di Hohenlohe-Langenburg, conte tedesco († 1699)
- 16 settembre - Gregorio Barbarigo, cardinale e vescovo cattolico italiano († 1697)
- 23 settembre - Ferdinando Massimiliano di Baden-Baden, nobile tedesco († 1669)
- 24 settembre - Johan de Witt, politico e matematico olandese († 1672)

## Ottobre(7)
- 4 ottobre - Jacqueline Pascal, poetessa e religiosa francese († 1661)
- 5 ottobre - Edoardo del Palatinato-Simmern, nobile († 1663)
- 10 ottobre - Erik Dahlberg, militare e ingegnere svedese († 1703)
- 13 ottobre - Pierre Nicole, filosofo e teologo francese († 1695)
- 14 ottobre - Orazio Roberto Pucci, nobile italiano († 1698)
- 19 ottobre - Geertruydt Roghman, incisore olandese († 1657)
- 26 ottobre - Michał Kazimierz Radziwiłł, nobile e ufficiale polacco († 1680)

## Novembre(7)
- 1º novembre - Oliver Plunkett, arcivescovo cattolico irlandese († 1681)
- 7 novembre - Cosimo Ulivelli, pittore italiano († 1705)
- 7 novembre - Enrico II di Savoia-Nemours, nobile e arcivescovo cattolico francese († 1659)
- 10 novembre - Artus Quellinus il Giovane, scultore fiammingo († 1700)
- 13 novembre - Guglielmo Cristoforo d'Assia-Homburg, sovrano tedesco († 1681)
- 20 novembre - Tønne Huitfeldt, militare norvegese († 1677)
- 30 novembre - Jean Domat, scrittore francese († 1696)

## Dicembre(6)
- 4 dicembre - Gerolamo Quadrio, architetto svizzero († 1679)
- 10 dicembre - Melchior Barthel, scultore tedesco († 1672)
- 14 dicembre - Barthélemy d'Herbelot de Molainville, orientalista francese († 1695)
- 16 dicembre - Erhard Weigel, astronomo, matematico e filosofo tedesco († 1699)
- 24 dicembre - Johann Rudolph Ahle, compositore e organista tedesco († 1673)
- 28 dicembre - Niccolò Biffi, letterato italiano

## Senza giorno specificato(43)
- Gian Battista Barberini, stuccatore italiano
- Miguel de Barrios, storico e poeta spagnolo († 1701)
- Pietro Bellotto, pittore italiano († 1700)
- François de Créquy, generale francese († 1687)
- Francesco Borzone, pittore italiano († 1679)
- Louis Bulteau, storico francese († 1693)
- Antonio Busca, pittore italiano († 1686)
- Maria Barbara Carillo, spagnola († 1721)
- Ferdinando Cavriani, militare italiano († 1695)
- Paolo Del Buono, scienziato italiano († 1659)
- Emanuele da Como, pittore italiano († 1701)
- Giuseppe Maria Galleppini, pittore italiano († 1650)
- Giovanni Maria Galli da Bibbiena, pittore italiano († 1665)
- Frans Geffels, architetto e pittore fiammingo († 1694)
- Diana Grey, nobildonna inglese († 1689)
- Pierre de Guibours, storico e genealogista francese († 1694)
- George Howard, IV conte di Suffolk, nobile inglese († 1691)
- Samuel Knibb, orologiaio britannico († 1674)
- Gabriel Nicolas de la Reynie, magistrato e poliziotto francese († 1709)
- Sigismondo Marchesi, scrittore e storico italiano († 1695)
- Marija Il'inična Miloslavskaja, russa († 1669)
- Samuel Morland, diplomatico, inventore e crittologo inglese († 1695)
- Christopher Myngs, corsaro e ammiraglio inglese († 1666)
- Francesco Pannocchieschi, arcivescovo cattolico italiano († 1702)
- Giacomo Pignatelli, teologo italiano († 1698)
- Antonio Pino da Bellagio, scultore e incisore italiano
- Paulus Potter, pittore olandese († 1654)
- Bernardino Quadri, architetto e scultore svizzero († 1695)
- Fëdor Alekseevič Rtiščev, filantropo russo († 1673)
- Johann Georg Melchior Schmidtner, pittore tedesco († 1707)
- Anthonie Heeres Sioertsma, incisore e pittore olandese († 1662)
- Jan Sonjé, pittore olandese († 1707)
- Giovanni Andrea Spinola, poeta, politico e ambasciatore italiano († 1705)
- Thomas Stanley, scrittore e traduttore inglese († 1678)
- Giovanni IV Ventimiglia, nobile, politico e militare italiano († 1675)
- Warnard van Rysen, pittore olandese
- Christopher Wittich, teologo olandese († 1687)
- Moses ben Mordecai Zacuto, rabbino e poeta olandese († 1697)
- Justino de Neve, presbitero e collezionista d'arte spagnolo († 1685)
- Ireneo della Croce, storico italiano († 1713)
- Felice della Greca, architetto italiano († 1677)
- Francesco di Calvo, generale e nobile francese († 1690)
- Maria Eufrosina del Palatinato-Zweibrücken-Kleeburg, principessa svedese († 1687)